# Diconospelta gallardoi
Diconospelta gallardoi es una especie de arácnido del orden Opiliones de la familia Gonyleptidae.

## Distribución geográfica
Se encuentra en Argentina, Paraguay y Uruguay.
Se pueden hallar en los patios, dentro de paredes de madera o en los escombros. Puede haber varias en un mismo sitio.